# Contea autonoma yi di Jingdong
La contea autonoma yi di Jingdong (景东彝族自治县S, Jǐngdōng Yízú ZìzhìxiànP) è una contea della Cina, situata nella provincia di Yunnan e amministrata dalla prefettura di Pu'er.